# 알카에스트
본 문서의 이해를 돕기 위한 비자유 그림이 있습니다. 
링크의 파일을 직접 올려 주세요
《알카에스트》(Alcahest, 일본어: アルカエスト)는 슈퍼 패미컴용 액션 게임의 하나로, HAL 연구소가 개발하고 스퀘어가 배급하였다. 이 게임은 1993년에 일본에서 출시되었다.

## 게임플레이
《알카에스트》는 톱다운 관점의 액션 게임이며, 《젤다의 전설》과 비슷한 방식으로 진행된다. 8개의 스테이지로 이루어져 있으며, 주인공 앨런(Alen)을 도와주는 아이템을 찾으며 진행되다가 끝으로 보스와의 싸움에 이르게 된다.
플레이어의 체력은 공격을 받으면 감소한다. MP를 사용하여 전투에 수호자들을 소환할 수 있으며 파트너의 특수 공격에는 SP(스페셜 포인트)가 필요하다. 각 스테이지마다 앨런의 체력은 증가한다. 플레이어는 칼을 사용해 적을 공격할 수 있다.
플레이어는 적과 보스를 무찌르면 포인트를 얻는다. 특정한 수의 포인트를 얻으면 플레이어는 추가적인 continue를 얻게 된다. 새로운 스테이지가 시작될 때마다 플레이어는 비밀번호를 받는다.